# Wilhelm Jakob Jung
Wilhelm Jakob Jung (* 21. Juli 1861 in Katzenbach bei Ramstein; † 6. November 1942 in Ludwigshafen) war ein deutscher Musikpädagoge und Pianist.

## Leben und Tätigkeit
Jung war der Sohn eines Lehrers aus Katzenbach bei Landstuhl. Seine eigene Laufbahn begann er ebenfalls als Volksschullehrer: Er absolvierte zunächst die Lehrerbildungsanstalt in Kaiserslautern und arbeitete dann als Volksschullehrer in Kusel und Zweibrücken. 1901 wurde er Lehrer am Mädchenlyzeum in Ludwigshafen, zuletzt im Rang eines Studienprofessors. 1926 ging er in den Ruhestand. Neben seinen beruflichen Verpflichtungen trat Jung sich als Pianist und Kammermusiker hervor und spielte eine „maßgebliche“ (Fauck) Rolle im Musikleben seiner Heimatstadt.
Von 1929 bis 1933 saß Jung für die DVP im Stadtrat von Ludwigshafen. Vor dem Ersten Weltkrieg hatte er der Nationalliberalen Partei angehört.
Jung war verheiratet mit Frieda, geb. Friedrich. Aus der Ehe gingen drei Kinder hervor, darunter der Politiker und Schriftsteller Edgar Jung, der 1934 im Rahmen des sogenannten Röhm-Putsches von der SS ermordet wurde.

## Schriften
- Musikgeschichte der Stadt Ludwigshafen am Rhein vom Jahre 1850 bis 1918, Hrsg. Siegfried Fauck, Ludwigshafen am Rhein 1968 (postum veröffentlicht)
- Ein  Märtyrer  des  20.  Jahrhunderts. Im Ringen um die Freiheit und Größe seines Volkes. Dr. Edgar J. Jungs Lebenswerk. Zur bleibenden Erinnerung an meinen unvergeßlichen Sohn. Der Vater: Studienprofessor Jakob Jung, s. l. e. a. (um 1935 entstandenes Manuskript über seinen ermordeten Sohn, unveröffentlicht)